# Hans-Werner Nolte
Hans-Werner Nolte (* 31. Oktober 1911 in Bernburg; † nach 1966) war ein deutscher Biologe und Hochschullehrer.

## Leben und Wirken
Nach dem Schulbesuch studierte Nolte und promovierte zum Dr. phil. 1951 wurde er wissenschaftlicher Abteilungsleiter des Instituts für Phytopathologie in Aschersleben der Deutschen Akademie für Landwirtschaftswissenschaften. 1958 habilitierte er sich an der Universität Halle-Wittenberg und wurde daraufhin im gleichen Jahr zum Professor an die Deutsche Akademie für Landwirtschaftswissenschaften in Berlin berufen.
Nolte forschte und publizierte vor allem zu Pflanzenkrankheiten und zum Pflanzenschutz. Sein Buch Krankheiten und Schädlinge der Ölfrüchte erschien in mehreren Auflagen. 1961 publizierte er über Die derzeitige Bedeutung und der Stand der Nematodenforschung im Weltmaßstab mit Schlußfolgerungen für die in der Deutschen Demokratischen Republik durchzuführenden Arbeiten und Maßnahmen auf diesem Gebiet.